# Vadim Demidov
Vadim Demidov (Riga, 10 oktober 1985) is een Noors betaald voetballer die speelt als verdediger. Hij verruilde in augustus 2013 Eintracht Frankfurt transfervrij voor het Russische Anzji Machatsjkala.

## Interlandcarrière
Onder leiding van bondscoach Åge Hareide maakte Demidov zijn debuut voor het Noors voetbalelftal op 28 mei 2008 in het oefenduel tegen Uruguay (2-2), net als aanvaller Tarik Elyounoussi van Fredrikstad FK. Demidov viel in dat duel na 76 minuten in voor Jan Gunnar Solli.

## Erelijst
Rosenborg BK
- Landskampioen

2009, 2010